# Karelianit
Karelianit (IMA-Symbol Kar) ist ein selten vorkommendes Mineral aus der Mineralklasse der „Oxide und Hydroxide“ mit der chemischen Zusammensetzung V2O3 und damit chemisch gesehen Vanadium(III)-oxid.
Karelianit kristallisiert im trigonalen Kristallsystem und entwickelt prismatische Körner bis etwa 0,5 mm Größe. Das Mineral ist völlig undurchsichtig (opak) und zeigt auf den schwarzen, im Auflicht auch oliv-bräunlichgrau erscheinenden, Kristallen einen metallischen Glanz. Auch die Strichfarbe von Karelianit ist schwarz.
Mit einer Mohshärte von 8 bis 9 (Referenzhärte Topas bis Korund) gehört Karelianit zu den harten Mineralen, die bei entsprechender Größe in der Lage sind, Fensterglas zu ritzen. Karelianit könnte zudem auch Quarz (Härte 7) ritzen. Wie Quarz hat auch Karelianit keine Spaltbarkeit, sondern bricht muschelig wie Glas.

## Etymologie und Geschichte

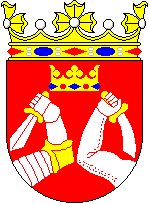
Wappen des historischen Karelien in Finnland

Entdeckt wurde Karelianit in sulfidreichen Teilen von Gletscherbrocken im Outokumpu-Erzfeld in der finnischen Landschaft Nordkarelien. Die Analyse und Erstbeschreibung erfolgte durch J. V. P. Long, Yrjö Vuorelainen und Olavi Kouvo, die das Mineral nach dessen Typlokalität benannten und ihre Ergebnisse 1963 im Fachmagazin American Mineralogist publizierten. 
Das Typmaterial des Minerals wird im National Museum of Natural History (NMNH) in Washington, D.C. (USA) unter den Katalog-Nummern 121785 und 121786 aufbewahrt.
Karelianit wurde in einer Zeit erstbeschrieben, als die 1958 gegründete International Mineralogical Association (IMA) noch im Aufbau begriffen war und Erstbeschreiber neue Minerale und Mineralnamen noch nicht durchgehend vor der Veröffentlichung der IMA zur Prüfung vorlegten. In der 1967 erfolgten Publikation der IMA: Commission on new minerals and mineral names wurde Karelianit daher als eines von vielen der von 1961 bis 1964 entdeckten Minerale mit einer großen Mehrheit (60 % oder mehr) nachträglich anerkannt. Daher wird das Karelianit seitdem in der „Liste der Minerale und Mineralnamen“ der IMA unter der Summenanerkennung „IMA 1967 s.p.“ (special procedure) geführt.

## Klassifikation
Bereits in der veralteten 8. Auflage der Mineralsystematik nach Strunz gehörte der Karelianit zur Mineralklasse der „Oxide und Hydroxide“ und dort zur Abteilung „M2O3- und verwandte Verbindungen“, wo er zusammen mit Eskolait, Hämatit und Korund die „Korund-Reihe“ mit der Systemnummer IV/C.04a bildete.
Im zuletzt 2018 überarbeiteten und aktualisierten Lapis-Mineralienverzeichnis nach Stefan Weiß, das sich im Aufbau noch nach dieser alten Form der Systematik von Karl Hugo Strunz richtet, erhielt das Mineral die System- und Mineral-Nr. IV/C.04-040. In der Lapis-Systematik entspricht dies ebenfalls der Abteilung „Oxide mit dem Stoffmengenverhältnis Metall : Sauerstoff = 2 : 3 (M2O3 und verwandte Verbindungen)“, wo Karelianit zusammen mit Eskolait, Hämatit, Korund und Tistarit die „Hämatitgruppe“ mit der Systemnummer IV/C.04 bildet.
Die von der International Mineralogical Association (IMA) zuletzt 2009 aktualisierte 9. Auflage der Strunz’schen Mineralsystematik ordnet den Karelianit in die Abteilung der „Metall : Sauerstoff = 2 : 3, 3 : 5 und vergleichbare“ ein. Diese ist weiter unterteilt nach der relativen Größe der beteiligten Kationen, so dass das Mineral entsprechend seiner Zusammensetzung in der Unterabteilung „Mit mittelgroßen Kationen“ zu finden ist, wo es zusammen mit Brizziit, Ecandrewsit, Eskolait, Geikielith, Hämatit, Ilmenit, Korund, Melanostibit, Pyrophanit sowie den 2009 nicht anerkannten Mineralen Auroantimonat und Romanit die „Korundgruppe“ mit der Systemnummer 4.CB.05 bildet.
In der vorwiegend im englischen Sprachraum gebräuchlichen Systematik der Minerale nach Dana hat Karelianit die System- und Mineralnummer 04.03.01.04. Dies entspricht ebenfalls der Klasse der „Oxide und Hydroxide“ und dort der Abteilung „Oxide“, wo das Mineral zusammen mit Eskolait, Hämatit, Korund und Tistarit in der „Korund-Hämatit-Gruppe (Rhomboedrisch: R3c)“ mit der Systemnummer 04.03.01 innerhalb der Unterabteilung „Einfache Oxide mit einer Kationenladung von 3+ (A2O3)“ zu finden ist.

## Chemismus
In der idealen, nur bei Synthesen verwirklichten, Zusammensetzung von Karelianit (V2O3) besteht die Verbindung aus Vanadium und Sauerstoff im Stoffmengenverhältnis von 2 : 3. Dies entspricht einem Massenanteil (Gewichtsprozent) von 67,98 Gew.-% V und 32,02 Gew.-% O (= 100 % V2O3).
Bei natürlich gebildeten Mineralen, gemessen am Typmaterial von Karelianit, können diese Werte je nach Bildungsbedingungen abweichen und durch Fremdbeimengungen verunreinigt sein. Neben 92,9 Gew.-% V2O3 wurden bei der Analyse des Typmaterials auch 4,1 Gew.-% Eisen(III)-oxid (Fe2O3), 3,7 Gew.-% Chrom(III)-oxid (Cr2O3) und 1,5 Gew.-% Mangan(II)-oxid (MnO) gemessen.

## Kristallstruktur
Karelianit kristallisiert in der trigonalen Raumgruppe R3c (Raumgruppen-Nr. 167) mit den Gitterparametern a = 4,952 Å und c = 14,002 Å sowie 6 Formeleinheiten pro Elementarzelle.
| Kristallstruktur von Karelianit |
| --- |
| - mit Blickrichtung parallel zur a-Achse - mit Blickrichtung parallel zur b-Achse - mit Blickrichtung parallel zur c-Achse - räumliche Darstellung in der kristallographischen Standardausrichtung |
| Farblegende: 0 _ V 0 _ O |

## Bildung und Fundorte
An seiner Typlokalität im Outokumpu-Erzfeld in Finnland bildete sich Karelianit in hochgradig metamorphisierten Gesteinen wie Schiefer und Quarzit. Daneben kommt das Mineral aber auch in sedimentären Uran- und Vanadium-Lagerstätten vor wie beispielsweise in der Mounana-Mine bei Franceville in Gabun und in vanadiumhaltigen Anthraxolith-Bitumen (auch Pyrobitumen) wie unter anderem im Autonomen Gebiet Guangxi in China. Je nach Fundort können an Begleitmineralen unter anderem Chalkopyrit, Corvusit, Graphit, Millerit, Montroseit, Pyrit, Pyrrhotin, Quarz, Tremolit, Titanit, Uraninit und Violarit auftreten.
Als seltene Mineralbildung konnte Karelianit nur an wenigen Orten nachgewiesen werden, wobei weltweit bisher rund 20 Vorkommen dokumentiert sind (Stand 2024). Außer an seiner Typlokalität im Outokumpu-Erzfeld in Nordkarelien konnte das Mineral in Finnland bisher nur noch in der metamorphen Massiv-Sulfid-Lagerstätte mit Zink-Vererzung etwa 11 km südöstlich von Vihanti in der Landschaft Nordösterbotten entdeckt werden.
Der bisher einzige bekannte Fundort in Deutschland ist der Ernstgang der ehemaligen Grube Roter Bär bei Sankt Andreasberg in Niedersachsen.
Weitere Fundorte liegen unter anderem in der argentinischen Provinz La Rioja, auf der Fidschi-Insel Viti Levu, in den indischen Bundesstaaten Odisha und Rajasthan, der italienischen Region Toskana, der kanadischen Provinz Ontario, der Region Atsimo-Andrefana auf Madagaskar, den Oblasten Irkutsk und Murmansk sowie der Republik Karelien in Russland, der Region Manyara in Tansania und der tschechischen Region Plzeňský kraj (deutsch Pilsen).